# Fúvóka (alkatrész)

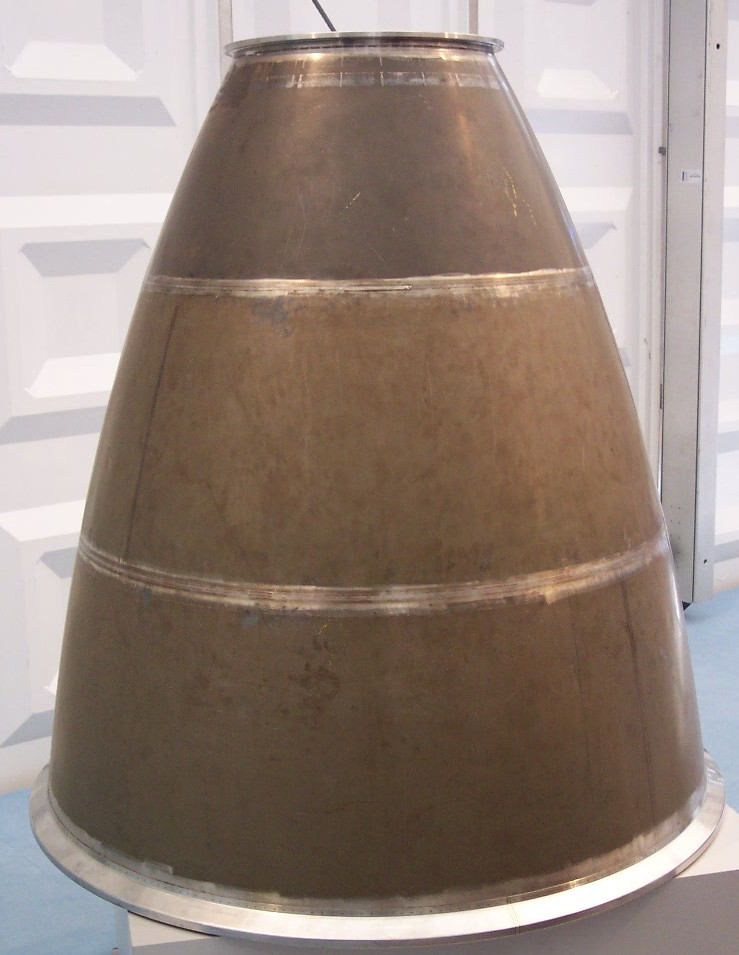
Rakétafúvóka

A fúvóka általában zárt vezetékben folyó áramlás útjába helyezett, keresztmetszet-változást előidéző, többnyire kör szelvényű nyílás, amelynek két oldalán különböző statikus nyomás uralkodik. Porlasztók, gáz- és olajégők része.